# Mönch von Weingarten
Der Mönch von Weingarten, Monachus Weingartensis, (fl. im 12. Jahrhundert) war ein Benediktinermönch in der Abtei Weingarten und Chronist.
Er ist der Verfasser einer Geschichte der Welfen, der Patrone des Klosters. Sie endet 1167 mit dem Tod des Sohnes Welf VII. von Welf VI. und wurde zwischen 1169 und 1177 verfasst (spätere Ereignisse wie das Ende des Schismas (1177) kannte er noch nicht). Vor 1169 ist sie nicht entstanden, da in einer Handschrift ein Bild von Friedrich Barbarossa mit seinen Söhnen war, auf dem Heinrich VI. schon zum römisch-deutschen König gekrönt war. Die Niederschrift geschah in einer Zeit, als der Stern der Welfen anscheinend im Niedergang begriffen war. Er benutzte unter anderem die Chronik von Otto von Freising (teilweise mit wörtlichen Übernahmen) und eine Genealogie der Welfen aus dem Jahr 1126.
Es gab Fortsetzungen der Chronik im Kloster Weingarten selbst und eine Fortsetzung der Geschichte von Welf VI. aus dem Kloster Steingaden.
Nach  Gerhard Hess ist er mit dem Abt Werner von Markdorff (Abt von 1181 bis 1188) identisch.

## Schriften
- Monumenta Germaniae Historica, SS XXI, 1869 (L. Weiland)
- Eine alte Genealogie der Welfen und des Mönchs von Weingarten Geschichte der Welfen mit den Fortsetzungen und einem Anhang aus Berthold von Zwiefalten, Die Geschichtschreiber der deutschen Vorzeit, Band 68, Leipzig: Dyk 1895 (Hrsg. Georg Grandaur, Vorwort datiert 1881)